# Association sportive Makinku
Actualités
AS Makinku est un club de football à Mwene-Ditu en République démocratique du Congo. Le club évolue en EUFDI,, le second niveau du football au ¨Lomami.